# Enigma (Georgia)
Enigma város az USA Georgia államában, Berrien megyében. Lakosainak száma 1058 fő (2020. április 1.).

## Népesség
A település népességének változása:

| 2010 | 1 278 |
| 2020 | 1 058 |